# 博韦达德尔里奥阿尔马尔
博韦达德尔里奥阿尔马尔，是西班牙卡斯蒂利亚-莱昂萨拉曼卡省的一个市镇。 总面积23平方公里，总人口299人（2001年），人口密度13人/平方公里。